# Parc Laleh
Le parc Laleh (en persan, پارک لاله Park-e Laleh) est un jardin public de Téhéran, capitale de l'Iran.

## Situation
Situé dans le 6e arrondissement de la ville, au nord de l'université de Téhéran, le parc de 35 hectares est délimité par l'avenue du Dr Fatemi au nord, par la rue Hedjab à l'est, par le boulevard Kéchâvarz au sud et par l'avenue Khargar à l'ouest.

## Historique
Inauguré en 1966, il porte alors le nom de parc Farah (Park-e Farah) en l'honneur de l'impératrice Farah Pahlavi. Il prend son nom actuel après la révolution islamique de 1979.

## Usages
Bien entretenu et disposant de magnifiques espaces verts, le parc a une fonction similaire par sa fonction et sa localisation à Central Park de New York.
Il possède des sentiers pour la promenade et ses arbres fournissent de l'ombre pour les pique-niques ou la relaxation. Ce parc est devenu un lieu populaire de rencontres pour les jeunes couples et les familles.
Il abrite le musée du Tapis au nord-ouest et le Musée d'art contemporain à l'ouest.

## Galerie

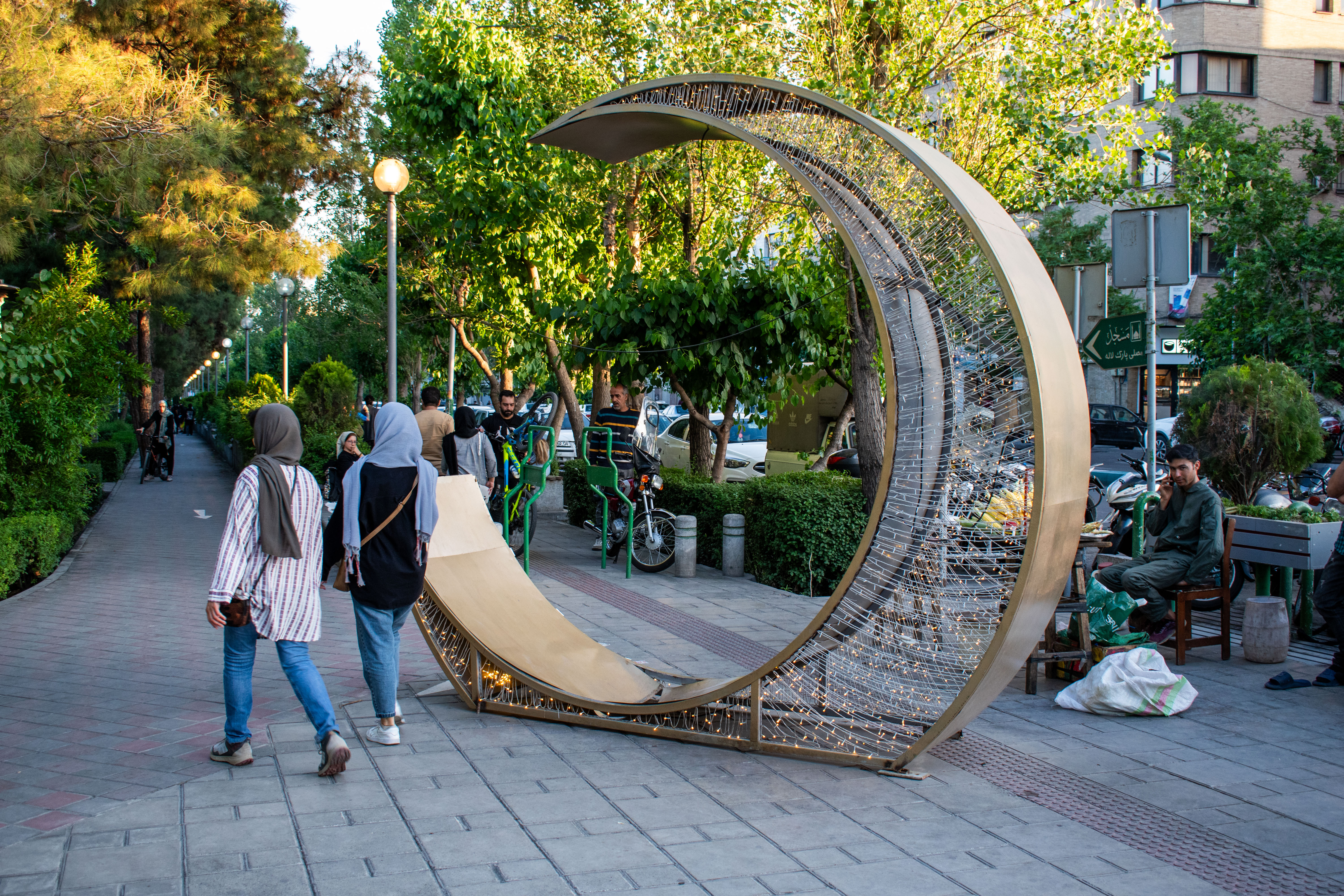
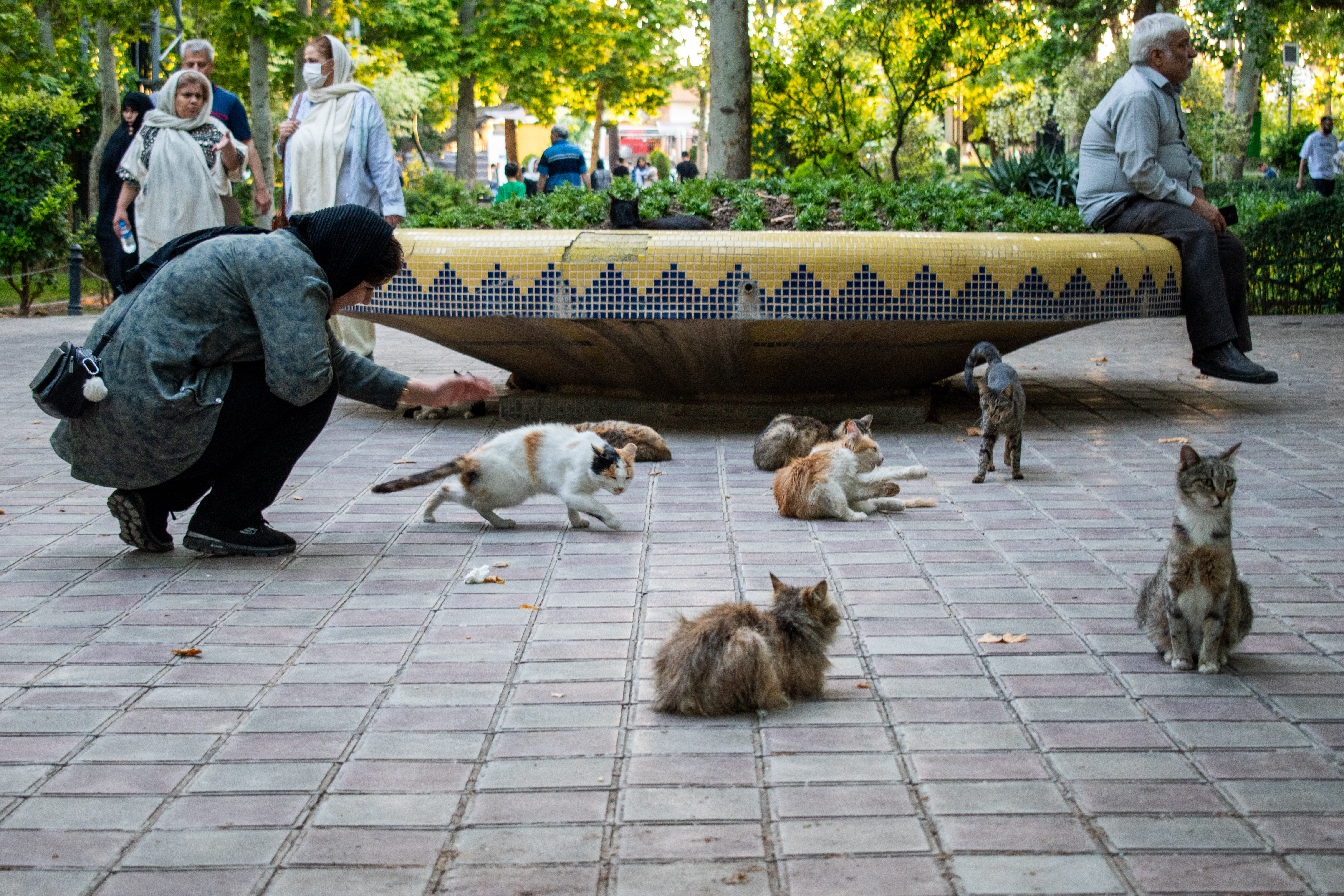
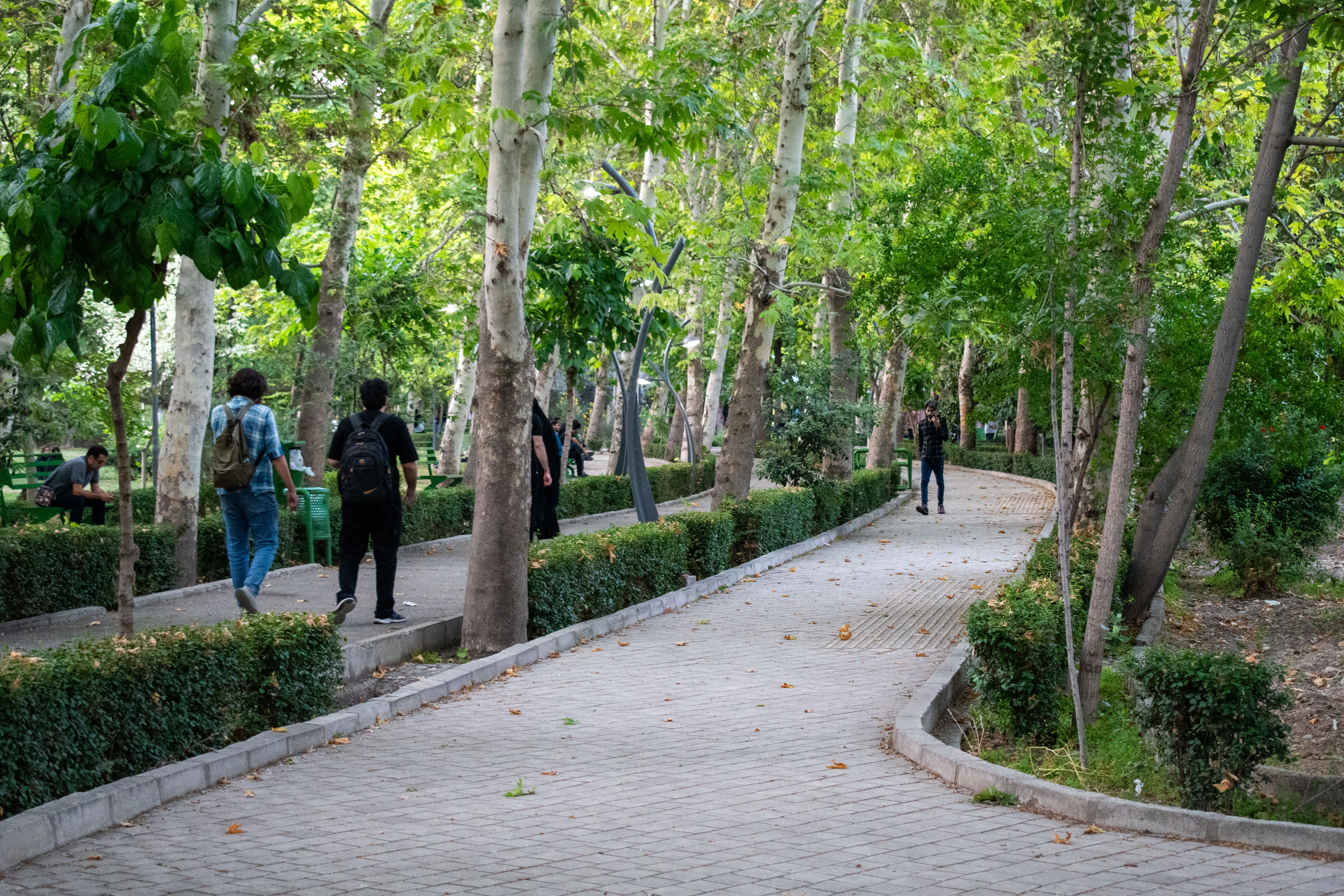
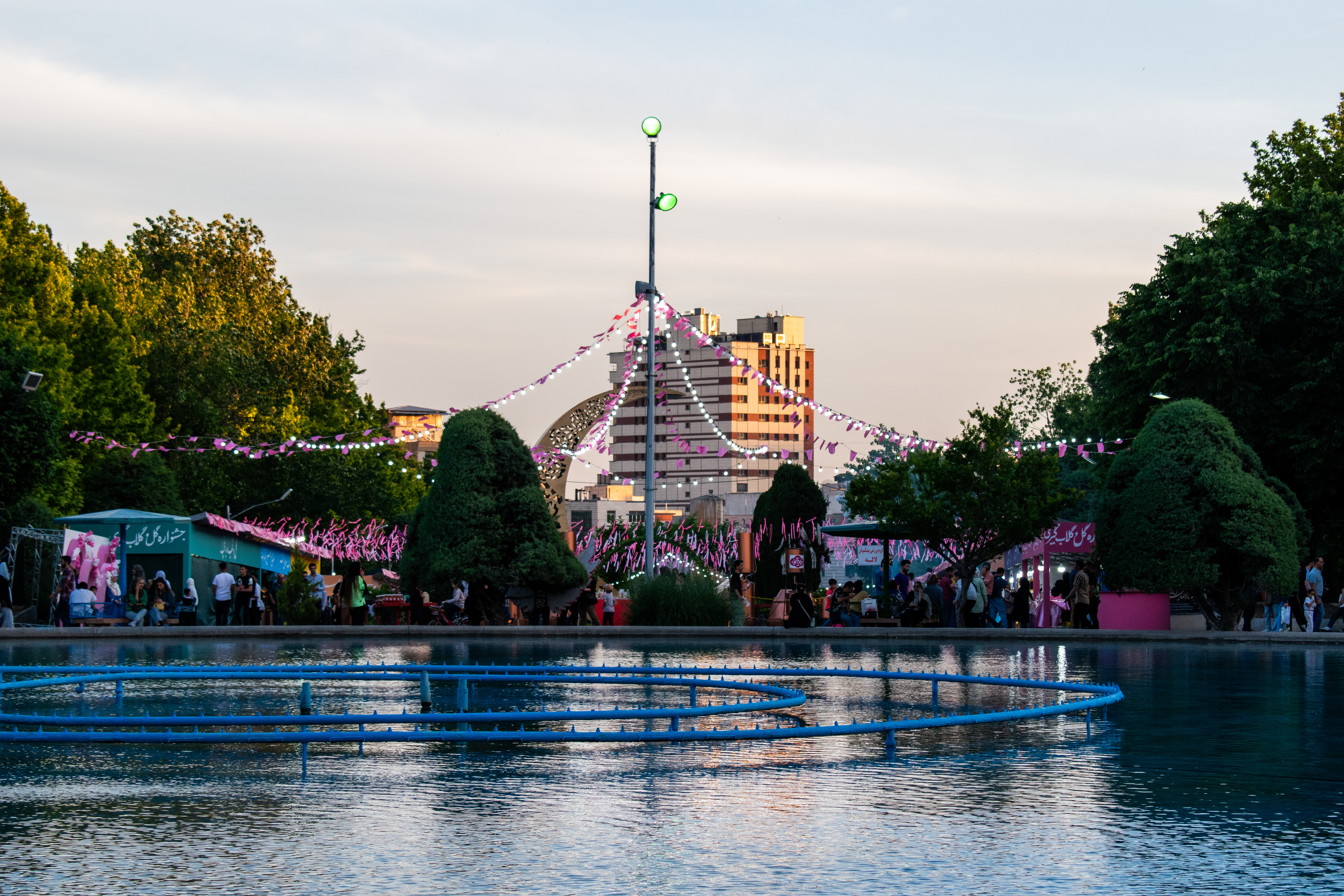
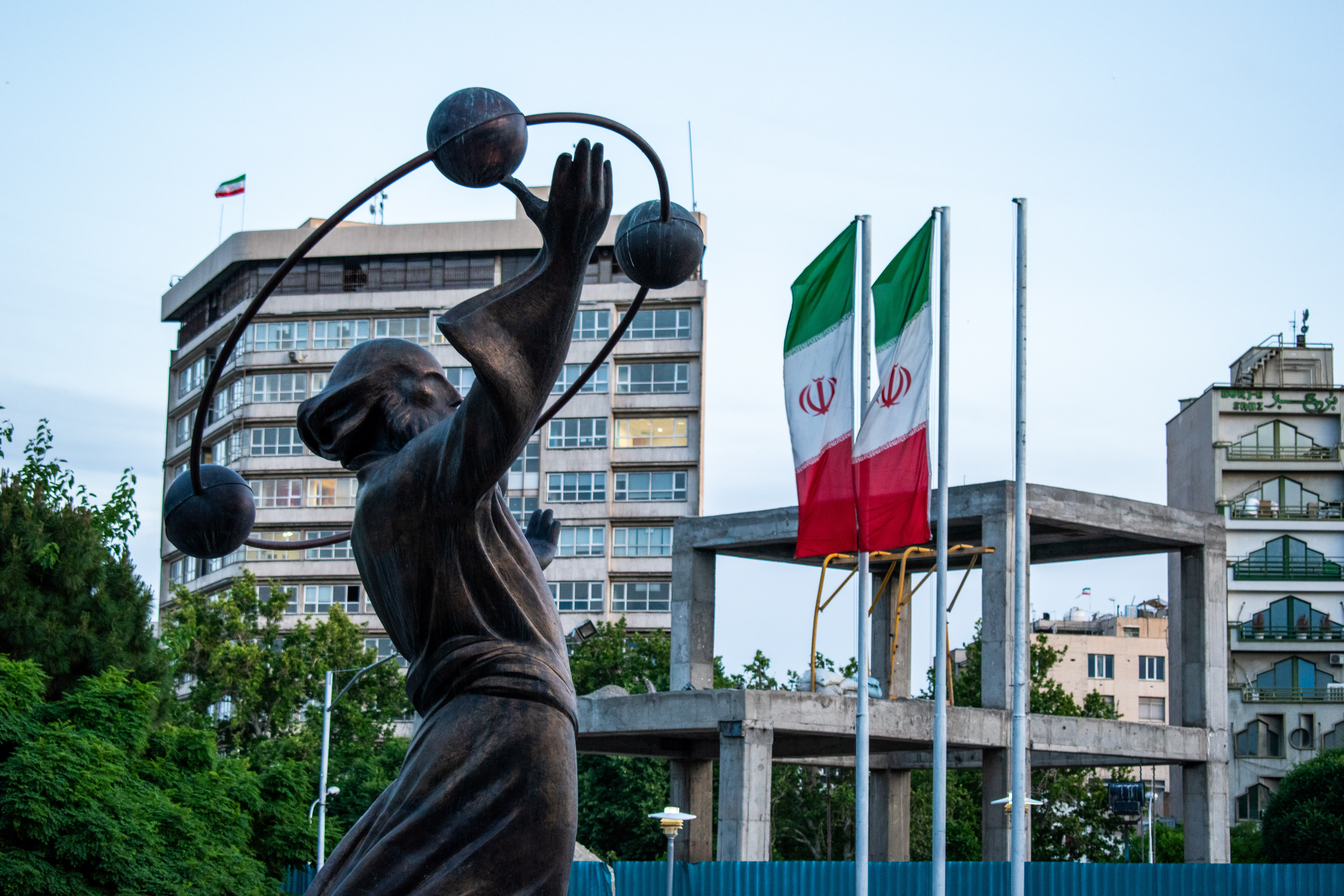